# Flaga Macedonii Północnej
Flaga Macedonii Północnej – jeden z symboli państwowych Republiki Macedonii Północnej.

## Konstrukcja, wymiary i barwy
Wygląd flagi Macedonii Północnej posiada umocowanie prawne w Ustawie o fladze Republiki Macedonii.

Flaga Republiki Macedonii jest czerwona ze złotożółtym słońcem. Słońce posiada osiem promieni, które rozciągają się od dysku słonecznego i rozszerzają ku krawędziom flagi. Promienie przebiegają w poziomie, pionie oraz po przekątnej. Średnica dysku słonecznego stanowi jedną siódmą długości flagi. Środek słońca pokrywa się z punktem, w którym przecinają się przekątne flagi. Współczynnik szerokości do długości flagi wynosi jeden do dwóch.

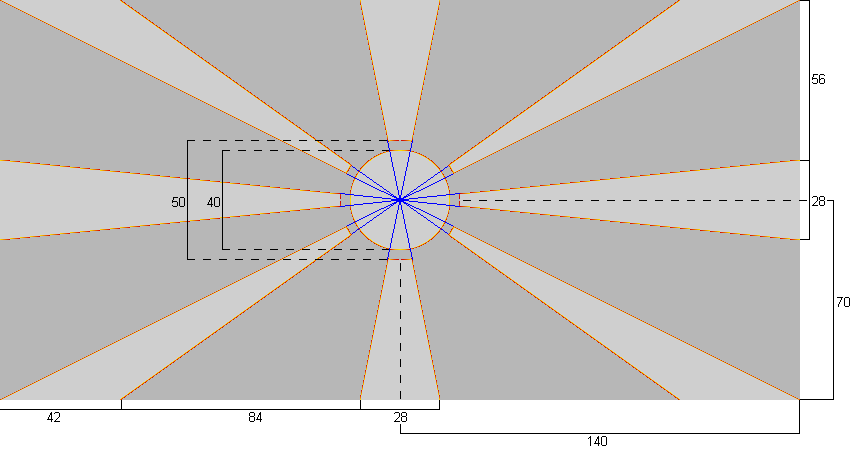
Konstrukcja flagi Republiki Macedonii

## Symbolika
Przedstawione na fladze słońce nawiązuje do słów pierwszej strofy hymnu Republiki Macedonii:
Dziś nad Macedonią wstaje
nowe słońce wolności!
Macedończycy walczą
o swoje prawa!

## Użycie flagi
Zgodnie z obecnym stanem prawnym istnieje tylko jeden wariant flagi Republiki Macedonii Północnej, używany uniwersalnie, zarówno na lądzie, jak i na jednostkach pływających. Nie istnieją specjalne warianty flag, takie jak choćby proporzec prezydenta Republiki.
Aktualne ustawodawstwo przewiduje obowiązek podnoszenia flagi państwowej przed gmachami (lub wewnątrz nich), będącymi siedzibami prezydenta państwa, parlamentu, rządu, poszczególnych ministerstw, jak również przed posterunkami granicznymi państwa. Flaga Republiki Macedonii Północnej używana jest do oznaczania samolotów, statków oraz innych środków publicznego transportu, w celu określenia ich przynależności do Republiki Macedonii Północnej.

## Historia
Czerwień stała się narodową barwą Macedonii jeszcze przed nastaniem na tych ziemiach epoki socjalizmu. Właśnie taki kolor dominował na fladze Republiki Kruszewskiej, efemerycznego macedońskiego państwa, powołanego do życia w trakcie Powstania Ilindeńskiego. Kolejne flagi Macedonii (zarówno w okresie, gdy była ona republiką związkową Jugosławii, jak i po uzyskaniu niepodległości) utrzymały czerwono-złotą kolorystykę jako wyraz hołdu i pamięci o powstaniu, które odegrało zasadniczą rolę we współczesnej historii Macedonii.
Socjalistyczna Republika Macedonii, jedna z sześciu republik wchodzących w skład Socjalistycznej Federacyjnej Republiki Jugosławii, była jedyną jugosłowiańską republiką związkową, na której fladze nie używano barw pansłowiańskich. Flaga przedstawiała wówczas znajdującą się na czerwonym tle i umiejscowioną w kantonie pięcioramienną czerwoną gwiazdę o złotych brzegach. Flaga ta ustanowiona została 31 grudnia 1946 roku na mocy artykułu 4 Konstytucji Ludowej Republiki Macedonii i pozostawała w użyciu również w pierwszych miesiącach po ogłoszeniu przez Macedonię niepodległości, które nastąpiło we wrześniu 1991 roku.
11 sierpnia 1992 roku ustanowiona została nowa flaga niepodległego państwa macedońskiego, przedstawiająca stylizowaną złotą gwiazdę o szesnastu promieniach na czerwonym tle. Symbol ten znany jest jako gwiazda z Werginy (w Macedonii nazywana gwiazdą z Kutłesz). Użycie go na fladze Republiki Macedonii wywołało bardzo ostre protesty Grecji, której oficjalna historiografia uważa gwiazdę z Werginy za wyłącznie grecki symbol narodowy, oznaczający kontynuację między Starożytną Macedonią a współczesnym państwem ze stolicą w Atenach. Ostrze stanowczego i nieprzejednanego protestu Grecji skierowane było m.in. przeciwko kształtującej się ówcześnie oficjalnej historiografii Republiki Macedonii, w której gwiazda z Werginy  uważana jest również za symbol współczesnego słowiańskiego narodu Macedonii, jego ziemi, kultury oraz łączności z historią dawnej Macedonii, której granice wykraczają poza obszar współczesnej republiki. Zatargi wokół macedońskiej flagi wpisują się w szerszy konflikt grecko-macedoński.
Sprawę flagi Republiki Macedonii przesądziła podjęta przez Grecję blokada ekonomiczna młodego macedońskiego państwa, mająca na celu zmuszenie go do zmiany symboliki państwowej. 5 października 1995 roku przyjęto nową flagę, której autorem jest Mirosław Grczew. Projektant stanął przed trudnym zadaniem opracowania flagi, będącej wyraźną wizualną kontynuacją wcześniejszych wariantów macedońskich flag, pozbawioną jednak politycznych i historycznych kontrowersji. Spełnione musiały zostać wymagania ustalone we współpracy z ówczesnym rządem Macedonii. Po pierwsze – w projekcie nowej flagi użyte musiały zostać kolory takie same, jak we wcześniejszych flagach Macedonii (czerwony i żółty), po drugie – flaga powinna była zawierać jedynie motyw słońca.
Przyjęta 5 października 1995 nowa flaga Republiki Macedonii nie odwołuje się już wprost do symboliki gwiazdy z Werginy, lecz nawiązuje do słów o słońcu wolności z hymnu państwowego. Poprzednia flaga państwowa uznawana jest jednak w dalszym ciągu za jeden z symboli narodu Republiki Macedonii i używana jest przez różne macedońskie społeczności i organizacje zarówno w samej Macedonii, jak i za granicami tej republiki.

## Dawne flagi

Flaga Republiki Kruszewskiej, efemerycznego państwa macedońskiego powołanego w trakcie powstania ilindeńskiego (1903)
Pierwsza flaga Socjalistycznej Republiki Macedonii (1944–1946)
Flaga za czasów SFR Jugosławii (1946–1992)
Flaga niepodległej Macedonii (1992–1995)